# 西昌专区
西昌专区，四川省已撤消的专区。1950年置，1968年改西昌地区，1978年撤。
原属西康省，在今四川省西南部。辖西昌、盐源、会理、宁南、冕宁、盐边、德昌、昭觉、越嶲等县及宁东、普格、泸宁等三设治局。专员公署驻西昌县（今市）。称为“宁属九县”。
1950年12月26日至31日，在西昌召开了“西昌专区各族各界人民代表会议”，时任中央民委副主任刘格平为团长的中央访问团及西康区党委副书记秦力生等到会。秦力生代表西康省人民政府宣布西昌专区专员公署委员会正式成立。1951年6月11日，政务院第87次政务会议通过，周恩来总理签署任命：梁文英为西昌区专员公署委员会专员，樊不屈、瓦扎木基、李守先、阿侯鲁木子为副专员，专署委员会由34人组成。
1951年冬天，西康区党委党委向西南局呈报建立涼山彝族自治區的方案。1952年4月30日，中央人民政府政务院正式批准，将西昌专区所辖的彝族集聚县和相邻彝汉杂居县从西昌专区分出，设置相当于专区级的涼山彝族自治區，自治区政府设在昭觉，辖昭觉、美姑、金阳、布拖、普格、喜德、普雄七县。撤销宁东、普格、泸宁等三设治局，改设会东、米易、金矿三县及木里藏族自治区；昭觉县划归凉山彝族自治区。并责成中共西昌地委、西昌军分区、西昌区专员公署帮助把凉山彝族自治区及各县的党、政、军机构建立起来。因此，从西昌专区抽调大批干部，在西昌组成凉山工作队，在西昌经过集中学习后，于1952年8月13日出发，分赴凉山彝族自治区首府昭觉及新建各县开展工作。经过紧张筹备，1952年9月24日至10月7日，在昭觉召开了凉山彝族自治区各族各界代表会议，成立了凉山彝族自治区协商委员会，协商选举瓦扎木基为自治区人民政府主席。1953年撤木里藏族自治区。设木里藏族自治县。1955年4月根据《中华人民共和国宪法（1954年）》规定，改凉山彝族自治区为凉山彝族自治州，改自治区人民政府为自治州人民委员会，选举瓦扎木基为州长。1955年西康省撤销，西昌专区和凉山彝族自治州划归四川省，越嶲县划归凉山彝族自治州。1960年撤销德昌、金矿二县。1962年恢复德昌县。1963年撤销盐源县，改设盐源彝族自治县。1968年改西昌地区。
中共西昌地委书记
1. 梁文英1950.3.18--1952.10
2. 郭锡兰1952.10--1954.10
3. 李占林1954.10--1964.11;1976.10--1978.10
4. 杨新1964.11--1967.1
5. 杜林1970.3--1972.7.4
6. 辛易之1972.7.4--1976.10

西昌专员
1. 梁文英1950.12.31--1952.10
2. 李守先1952.10--1955.1 代理
3. 王应森1955.1--1955.10
4. 张广化1955.10--1960.3
5. 付阿模1960.3--1965.6
6. 王昭1965.6--1968.11.06
7. 杜林1968.11.06--1971.5(西昌军分区副政委)
8. 辛易之1973.3--1976.10
9. 李占林1976.10--1978.10